# 哈特威克賽米勒里 (紐約州)
哈特威克賽米勒里（英語：Hartwick Seminary）是位於美國紐約州奧齊戈縣的普查規定居民點。

## 人口
根據2020年美國人口普查的數據，哈特威克賽米勒里的面積為5.08平方千米，皆為陸地。當地共有人口356人，而人口密度為每平方千米70.08人。